# Josh Woods
Joshua « Josh » Woods (né le 7 juillet 1989 à Dallas) est un catcheur américain. Il travaille actuellement à la Ring of Honor où il a été ROH Pure Champion.

## Biographie

### Jeunesse
Josh Woods fait partie de l'équipe de football américain et de lutte de son lycée. Après le lycée, il continue de faire de la lutte au sein de l'équipe de l'université du centre de la Floride dans la catégorie des moins de 235 lb (107 kg).

### World Wrestling Entertainment (2014-2016)
Woods a signé un contrat avec la WWE fin 2014 et a commencé à s'entraîner au WWE Performance Center.
Le 28 juillet 2016, il est renvoyé par la WWE.

### Ring of Honor (2016-...)
Le 22 octobre 2016, il fait ses débuts à la ROH en gagnant avec Brandon Groom et Kennedy Kendrick, battant Chuckles, Joey Osbourne et Victor Andrews. Il a participé au ROH Top Prospect Tournament 2017, battant Chris LeRusso, Brian Milonas et John Skyler pour remporter le tournoi. Il a formé une équipe avec Silas Young appelée Two Guys & One Tag. Lors ROH 19th Anniversary Show, Young s'est retourné contre lui coûtant le match contre Dalton Castle. Lors de Death Before Dishonor, il bat Jonathan Gresham pour remporter le ROH Pure Championship.
Il perdra par la suite son titre au profit Wheeler Yuta durant le PPV Super Card of Honor 2022.

## Palmarès
- Platinum Pro Wrestling
  - 1 fois PPW Silverweight Champion[9],[10]
- Ring of Honor
  - 1 fois ROH Pure Champion[11],[12]
  - ROH Top Prospect Tournament (2017)[13]

## Récompenses des magazines
- Pro Wrestling Illustrated

| Année | 2017 | 2018 à 2020 | 2021 | 2022 | 2023 |
| ----- | ---- | ----------- | ---- | ---- | ---- |
| Rang  | 335  | Non classé  | 121  | 158  | 400  |